# Karl Sudhoff
Karl Sudhoff (né le 26 novembre 1853 à Francfort-sur-le-Main, décédé le 8 octobre 1938 à Salzwedel) est un historien de la médecine allemand qui a joué un rôle important pour introduire ce domaine de recherche dans les facultés de médecine. Son institut à Leipzig a été le premier institut à s'occuper de cette discipline.

## Biographie
Karl Sudhoff fréquenta le lycée royal prussien (de) de Bad Kreuznach, où étaient internes de nombreux enfants de la bourgeoisie protestante qui venaient de loin pour y suivre les cours. Il y passa en 1871 son Abitur puis jusqu'en 1876 étudia la médecine d'abord à Tübingen puis à Erlangen et enfin à Berlin, passant son doctorat en 1875 à Erlangen. C'est là qu'il a également rejoint, au cours du semestre d'hiver 1871/72, l'association d'étudiants chrétiens Uttenruthia (de) au sein du Schwarzburgbund (de). Après avoir été quelques années assistant à Augsbourg et à Vienne, il commença à exercer à son compte en 1878 d'abord à Bergen près de Francfort, puis à partir de 1885 en tant que médecin des pauvres de la commune de Millrath (aujourd'hui Erkrath) dans le bas Pays de Berg et en tant que médecin du travail dans les fonderies de Hochal. Il y reçut le titre prussien de conseiller de santé. En 1894 il entra également au conseil municipal.
Dès la fondation de la Société allemande pour l'histoire de la médecine et des sciences (de), en 1901, il en fut le président.
En 1904, on l'appela comme professeur extraordinaire d'histoire de la médecine à l'Académie de Médecine de Düsseldorf. Il fut ensuite nommé en 1905 professeur d'histoire de la médecine à l'Université de Leipzig (puis en 1913 professeur honoraire). Le 1er avril 1906 ouvrait ses portes l'Institut d'Histoire de la médecine et des sciences qui porte son nom depuis 1938. De 1919 jusqu'à sa retraite en 1925 il fut professeur titulaire. Pour 1922-1923 il fut choisi comme doyen de sa faculté.
Politiquement, il penchait vers le nationalisme allemand, ce qui l'amena à 80 ans, en 1933, à rejoindre le parti nazi. Il mourut peu de temps avant son 85e anniversaire lors d'une visite de son fils, Walther Sudhoff, qui fut de 1924 à 1946 médecin-chef de l'hôpital du cercle de Salzwedel.
Sudhoff s'est fait connaître par ses études des manuscrits médicaux médiévaux. C'est lui qui a dirigé l'édition de Paracelse qui fait toujours autorité. Ses contributions à l’histoire de la chirurgie au Moyen Âge [8] font de lui le premier historien de la médecine qui ait utilisé une méthode de travail fondée sur l’histoire des textes, jetant ainsi les bases de la recherche spécialisée ultérieure sur les textes ; il a ouvert ainsi de nouvelles perspectives sur la chirurgie médiévale,.
En 1925 la Société allemande pour l'histoire de la médecine et des sciences de la nature (Deutsche Gesellschaft für Geschichte der Medizin und der Naturwissenschaften) créa la Médaille Karl-Sudhoff pour récompenser des réalisations scientifiques remarquables dans l'histoire de la médecine, de la science ou de la technique. Encore aujourd'hui, la revue spécialisée dans l'histoire des sciences qu'il a fondée s'appelle Sudhoffs Archiv.

## Choix de ses ouvrages
- Bibliographica Paracelsica. Berlin 1894–1899.
- Einführung in die Geschichte der Medizin: Iatromechaniker vornehmlich im 15. und 16. Jahrhundert. Breslau 1902.
- Tradition und Naturbeobachtung in den Illustrationen medizinischer Handschriften und Frühdrucke vornehmlich des 15. Jahrhunderts. Leipzig 1907 (= Studien zur Geschichte der Medizin. Vol. 1).
  - Die Harnglasscheibe im 15. Jahrhundert. In: Tradition und Naturbeobachtungen in den Illustrationen medizinischer Handschriften und Frühdrucke. Leipzig 1907 (= Studien zur Geschichte der Medizin. Vol. 1), pp. 13–18.
- Die heilsamen Eigenschaften des Magdalenenbalsams. Ein Einblattdruck aus den letzten Jahren des 15. Jahrhunderts. In: Sudhoffs Archiv. Vol 1, 1908, pp. 388–390.
- Deutsche medizinische Inkunabeln. Bibliographisch-literarische Untersuchungen. Leipzig 1908 (= Studien zur Geschichte der Medizin. Cahiers 2/3).
- Ärztliches aus griechischen Papyrus-Urkunden. Bausteine zu einer medizinischen Kulturgeschichte des Hellenismus. Leipzig 1909 (= Studien zur Geschichte der Medizin, 5).
- Aus dem antiken Badewesen. Berlin 1910.
- Als Herausgeber: Klassiker der Medizin. J. A. Barth, Leipzig 1910.
- Pestschriften aus den ersten 150 Jahren nach der Epidemie des „schwarzen Todes“ 1348, N°. 24, Johannes von Tornamira ‚Praeservatio et cura apostematum antrosorum pestilentialium‘. In: (Sudhoffs) Archiv. Vol. 5, 1912, pp. 46–53.
- Aus der Frühgeschichte der Syphilis. Handschriften- und Inkunabelstudien, epidemiologische Untersuchung und kritische Gänge. Leipzig 1912 (= Studien zur Geschichte der Medizin. Cahier 9).
- Beiträge zur Geschichte der Chirurgie im Mittelalter. Graphische und textliche Untersuchungen in mittelalterlichen Handschriften. 2 voL. Leipzig 1914/1918 (= Studien zur Geschichte der Medizin. Cahiers 10 et 11/12).
- Zum Regimen sanitatis Salernitanum. In: Sudhoffs Archiv. Vol. 7, 1914, pp. 360–362; Vol. 8, 1915, p. 292  et suiv.. und 352–373; Vol. 9, 1916, pp. 221–249; Band 10, 1917, pp. 91–101; Band 12, 1920, S. 149–180.
- Skizzen. Vogel, Leipzig 1921. (Eine Aufsatzsammlung zu verschiedenen Themen der Medizingeschichte, über Medizin und Kunst und über J. W. Goethe.)
- Geschichte der Zahnheilkunde. Ein Leitfaden für den Unterricht und für die Forschung. Leipzig 1921; 2ème édition ibidem 1926; Neudruck Hildesheim 1964.
- Mit Theodor Meyer-Steineg (de): Geschichte der Medizin im Überblick mit Abbildungen. Iéna 1921; 5ème. édition, sous le titre Illustrierte Geschichte der Medizin, édité et complété par Robert Herrlinger (de) et Fridolf Kudlien (de) Stuttgart 1965; Réimpression : Voltmedia, Paderborn 2006,  (ISBN 3-938478-56-X).
- Kurzes Handbuch der Geschichte der Medizin. Berlin 1922 (= 3ème et 4ème éditions par Julius Leopold Pagels Einführung in die Geschichte der Medizin de 1898).
- Theophrast von Hohenheim. München/ Berlin 1922–1933.
- Als Herausgeber: Der Fasciculus Medicinae des Johann de Ketham Alemannus. (= Monumenta medica. Band 1, édité par Henry E. Sigerist). Lier, Mailand 1923 (pp. 38–57: Historische Einführung).
- The earliest printed literature on syphilis. Florence 1925.
- Kos und Knidos. Munich 1927.
- Alexander Hispanus und das Schriftwerk unter seinem Namen. Ein erstes Wort über ihn und Bekanntgabe seiner medizinischen Schriften. I–II. In: Sudhoffs Archiv. Vol. 29, 1936/1937, pp. 289–312, et vo. 30, 1937/1938, pp. 1–25.

### Liens généraux
- Études sur Paracelse
- Édition numérisée de Paracelse
- Livres sur Internet Archiv
- Livres de la Bibliothèque interuniversitaire de médecine et d'odontologie

### Liens particuliers
- (de) Histoire de l’institut avec photo de Sudhoff